# 和久平八郎
和久 平八郎（わく へいはちろう）は、1997年1月 - 3月にフジテレビ系で放送された刑事ドラマ『踊る大捜査線』及びその劇場版の登場人物。演じた俳優はいかりや長介。

## プロフィール
- 昭和11年11月1日生まれ、A型 （月日、血液型は演じたいかりや長介と同じ）※平成9年3月に定年。
- 本籍地は長野県。東京都練馬区在住。
- 最終学歴：長野県立第二高等学校卒業
- 特技：盆栽（警視庁盆栽コンクール入賞）、書道、たまごっち

## 経歴
| 年                        | 配属先       | 部署                               |
| ------------------------- | ------------ | ---------------------------------- |
| 1954年（昭和29年）3月     | --           | 長野県立第二高等学校卒業           |
| 1954年（昭和29年）4月     | 警視庁       | 巡査拝命                           |
| 1955年（昭和30年）4月     | 巣鴨警察署   | 警ら課                             |
| 1960年（昭和35年）12月    | 巣鴨警察署   | 総務課看守係                       |
| 1962年（昭和37年）12月    | 巣鴨警察署   | 刑事課強行犯係（巡査長）           |
| 1967年（昭和42年）10月    | 警視庁       | 刑事部機動捜査隊本部、早稲田分駐所 |
| 1972年（昭和47年）1月     | 警視庁       | 刑事部第二機動隊捜査本部           |
| 1983年（昭和58年）2月     | 杉並警察署   | 刑事課                             |
| 1990年（平成2年）1月      | 八王子警察署 | 刑事課                             |
| 1994年（平成6年）4月      | 湾岸警察署   | 刑事課強行犯係                     |
| 1997年（平成9年）3月      | 警視庁       | 定年退職                           |
| 1997年（平成9年）4月      | 警察学校     | 事務職（定年再雇用）               |
| 1997年（平成9年）10月     | 警察学校     | 警察学校辞職                       |
| 1997年（平成9年）12月以降 | 湾岸警察署   | 刑事課指導員                       |
| 2003年（平成15年）11月    | 湾岸警察署   | 刑事課指導員引退                   |

## 人物
青島俊作に刑事のイロハを叩き込んだ古参の老刑事。
1994年4月に八王子警察署から湾岸警察署に異動して来た。TVシリーズ第1話では定年まで残り3ヶ月の刑事として登場。和久の人物設定は映画『セブン』でモーガン・フリーマンが演じたウィリアム・サマセットを意識して作られたものであり、作品（TVシリーズ第1話）の中でも青島が「いかにもデカ」という感じの姿を見て「本物のモーガン・フリーマンがいたと思った」と語り、それに対して恩田すみれが「セブン?」と返すシーンがある。
青島が赴任した頃はやる気に溢れている姿を見て「やる気なんか出すな！」とよく注意していたが、爆弾椅子に座らされ身動き出来なくなった際に青島が「悪党の思うがままになるのは嫌」と言って最後まで残ってくれた事で、彼に目をかけるようになった。
八王子署勤務時代、コンビを組んでいた若手刑事が犯人逮捕時に殺されたことを長年後悔している（本人はこれを「たんこぶ」と表現している）。TVシリーズ終了時にその「たんこぶ」を解決することができ、青島たちに後を託して定年退職した。
その後、警察学校の嘱託勤務を経て悠々自適の生活を送っていたが、『歳末特別警戒スペシャル』で多忙を極める刑事課の助っ人として退職者再雇用制度により指導員として呼び戻される。
元警視庁副総監・吉田敏明（演：神山繁）との間にはキャリア・ノンキャリアの地位を超えた友情があり、青島と室井の関係と同じように、和久が所轄署の若手刑事時代に吉田が捜査第一課管理官としてやってきたことで出会い、当初は対立しながらも分かり合う仲になったため、青島と室井にかつての自分たちの姿を重ねている。
趣味は盆栽とたまごっちの育成。口癖は「疲れるほど働くな、次がある」、「ご苦労様な毎日だよ」。他にも「この仕事は憎み合いじゃない、助け合いなんだ」、「正しいことをしたかったら偉くなれ」など、含蓄のある言葉を発する。かっこいい台詞を言った後に照れ隠しで「なんてな」「なんってかっ」と付け加えることも。腰痛持ちで、いつも「腰が痛い、腰が痛い」と言っている。
室井や島津など「上司」にあたる本庁の人物にもタメ口で話しているシーンが多い。『踊る大捜査線 THE MOVIE2 レインボーブリッジを封鎖せよ!』では盟友の吉田が退官することとなり、自身も指導員の引退を決意する。すみれが銃撃を受けた際には、所轄を見下すような態度をとり続ける管理官の沖田仁美に対し「もう、お前の命令なんか聞けるか！　俺たち下っ端はなぁ、あんたが大理石の階段を上っている間、地べた這いずり回ってんだ。文句も言わず命令どおりになぁ！」と憤りをぶつけつつ、八王子署時代の一件や過去に青島や真下が生命に関わる重傷を負っていることもあり「これ以上、若いもんを傷つけないでくれ...」と訴えかけた。そして同作のラストで青島に自らが着けていた指導員腕章を預け、青島と室井に和久なりの称賛を贈り「頼んだぞ。警察を...なんてな」と思いを残して警察から完全に身を引いた。
和久を演じたいかりや長介は『THE MOVIE2』公開から8ヶ月後の2004年3月20日に他界しているが、没後の2005年に公開された『容疑者 室井慎次』の劇中では和久について語られる部分があり、本作の時点で和久は健在であることが示唆された。これは室井を演じた柳葉敏郎が「和久の名前を登場させてほしい」と希望したためである。また同年公開の『交渉人 真下正義』の劇中では、開設した交渉課準備室に和久から贈られた盆栽が届けられている。
2010年7月3日公開の『踊る大捜査線 THE MOVIE3 ヤツらを解放せよ!』では、すでに故人となっている。亡くなった時期など設定の詳細については発表されていない。しかし同作では甥の伸次郎が湾岸署に配属され青島の部下となり（後述）、同時に平八郎の語録が綴られた通称「和久ノート」を伸次郎が葬儀の際に形見がけとして譲り受けたことが明かされている。また、自身の病（のちに誤解と判明）により失意の中にあった青島が『THE MOVIE2』の際に和久から託された指導員腕章を見て「こんなことしてる暇、俺にはないんだ」と奮起し、「和久ノート」に書かれた「死ぬ気になれ。そのときだけ生きられる」の言葉と共に和久を偲び事件への気力を取り戻す、青島の行動にオーバーラップするように過去作からサンプリングされた和久のセリフがSEとして流されたり、青島自身前述の各言葉や「被疑者を逮捕するのが俺たちの仕事だ」と和久の教えを呟くなど、「弟子」である青島の大きな精神的支柱となる。
『踊る大捜査線 THE FINAL 新たなる希望』でも直接の登場はないが、かつて和久が教えた「現場に立ち、被疑者の気持ちになれば逃亡先が読める」という追跡方法を青島が実践したことで事件解決へと導いた。そして、全てが終わった後青島が事件の黒幕だった鳥飼に対し「正義なんてのは、胸に秘めておくくらいがいいんだ」と和久の教えを伝える一面も見せた。また同作の終盤で鳥飼によって没収された警察手帳を青島に返すため湾岸署を訪れた室井が強行犯係のメンバーに対して「あいつ（青島）の背中を見てろ。俺は教えられた。"組織の中で生きる人間こそ、信念が必要だ"と。」と語りかけたあとに「なんてな。」と和久の口癖を付け加えて締め括っている。
このように亡き後も青島をはじめとする『踊る大捜査線』の登場人物たちの心中に大きな足跡を示し、存在をアピールしている。

### 家族
妻と一人娘がいる。和久自身は兄弟が10人いる。
父親である和久の説明によると、娘の顔立ちは和久にそっくりな「ワイルド系」だが性格は純情そのもの。テレビシリーズの時点では過去一度も男性と付き合ったことがなく、30代半ばになっても嫁に行かないことを和久は心配しており、青島に「娘を貰ってくれ」と頼み込んだこともあった。和久が杉並署時代に指導した大河内（警察庁官僚で厚生省に出向中、テレビシリーズ第7話に登場）と2002年4月に結婚した。なお、娘はテレビシリーズの第10話と「THE MOVIE 2」のエンドクレジットに写真でのみ登場した。
甥の和久伸次郎（演 - 伊藤淳史）は和久の弟・平十郎の息子である。伸次郎は和久のノートを形見として持っており、偶然にも和久と同じ部署、そして青島の部下となっている。

## 備考
- 1999年、いかりやは『踊る大捜査線 THE MOVIE』での演技を評価され、日本アカデミー賞・最優秀助演男優賞を受賞している[3]。
- 劇中で和久との友情が語られた吉田敏明（元）警視庁副総監を演じた神山繁は、いかりやの実質的な俳優デビュー作となった1987年のNHK大河ドラマ『独眼竜政宗』（いかりや：鬼庭左月役、神山：遠藤基信役）やテレビ朝日ドラマ『ベイシティ刑事』（いかりや：山崎班長役、神山：桜井課長役）でも共演している。『独眼竜政宗』は同じシーンでの出演が多く、2人による掛け合いが随所にみられ、また『ベイシティ刑事』ではいがみ合っている上司と部下の関係を演じている仲であった。
- 2004年4月1日にフジテレビ系で放送された追悼特番では、死までのドキュメントを、"コメディアン"いかりや長介の死と言うよりは、人間"和久平八郎"の死を惜しむような構成となった。
- いかりや没後の2004年6月2日に発売された『踊る大捜査線 THE MOVIE 2 レインボーブリッジを封鎖せよ!』『踊る大捜査線 BAYSIDE SHAKEDOWN 2』DVDでは、エンドロールの最後に劇場公開時にはなかった「ありがとう、和久平八郎 さよなら、いかりや長介 湾岸署一同」の一文が追加されている。